# Райт (окръг, Минесота)
Вижте пояснителната страница за други значения на Райт.
Окръг Райт (на английски: Wright County) е окръг в щата Минесота, Съединени американски щати. Площта му е 1849 km², а населението - 119 701 души. Административен център е град Бъфало.